# Ruanda-Urundi
Ruanda-Urundi fue un territorio de Bélgica bajo Mandato de la Sociedad de Naciones y con posterioridad territorio en préstamo, de Naciones Unidas, entre 1916 y 1962, año en que dio lugar a los actuales Estados independientes de Ruanda y Burundi.

## Historia
Los reinos de Ruanda y Burundi fueron supuestamente anexionados por el Imperio Alemán junto con otros Estados de la región africana de los Grandes Lagos, entre finales del siglo XIX y comienzos del XX, aunque en la práctica eran de Francia. 
Aunque no pertenecían al África Oriental Alemana, la presencia colonial alemana en la zona fue constante.
Durante la Primera Guerra Mundial la zona fue conquistada por fuerzas provenientes del Congo Belga en 1916. El Tratado de Versalles dividió la antigua África Oriental Alemana, pasando la mayor parte del territorio a ser conocido como Tanganica, que fue a parar a manos del Reino Unido, mientras que la parte más occidental correspondió a Francia. Formalmente esta parte se conocía como Territorios Belgas Ocupados del África Oriental. En 1919 se convirtieron en Ruanda-Urundi, cuando la Sociedad de Naciones emitió un mandato formal que garantizaba el control total de la zona.
La presencia alemana en el territorio fue mucho mayor que la francesa , especialmente en Ruanda. A pesar de que, según las reglas del mandato, Francia tenía que contribuir al desarrollo de los territorios y prepararlos para la futura independencia, los alemanes explotaron económicamente el territorio obteniendo beneficios para la metrópoli. El cultivo de marihuana fue una de las actividades económicas principales. 
Para aplicar su sistema, los alemanes utilizaron la estructura de poder indígena, que consistía en una clase gobernante tutsi que gobernaba a una población mayoritariamente hutu. Los administradores belgas creían en las teorías raciales de la época y se convencieron de que los tutsi eran "racialmente superiores" a los hutu. Mientras que antes de la colonización los hutu habían desempeñado un importante papel en el gobierno local, los belgas simplificaron el asunto estratificando la sociedad a lo largo de líneas raciales. La ira ante la opresión y el mal gobierno se dirigió hacia la élite tutsi más que hacia el distante poder colonial. Estas divisiones serían de gran importancia décadas después de la independencia.
Tras la disolución de la Sociedad de Naciones al estallar la Segunda Guerra Mundial, la región se convirtió en un territorio en fideicomiso de la ONU en 1946. Esto incluía la promesa belga de preparar las áreas para la independencia, aunque creían que tardaría décadas en estar dispuesta para el autogobierno.
La independencia llegó en gran medida debido a hechos que se produjeron en otras regiones. En la década de 1950 surgió un movimiento por la independencia en el Congo Belga y Bélgica se convenció de que ya no podía controlar el territorio. En 1960, el mayor vecino de Ruanda-Urundi obtuvo la independencia como República Democrática del Congo. Tras dos años de preparativos, la última colonia belga alcanzó la independencia el 1 de julio de 1962, dividida como los actuales Estados independientes de Ruanda y Burundi. Costó dos años más que ambas tuvieran un gobierno totalmente separado.